# Nigel Vinson
Nigel Vinson (né le 27 janvier 1931) est un  entrepreneur, inventeur, philanthrope britannique et  membre conservateur de la Chambre des Lords.

## Jeunesse et carrière
Fils de Ronald Vinson, un fermier, il fait ses études à Pangbourne. Après l'école, il sert dans le Queen's Royal Regiment de 1948 à 1950, atteignant le grade de lieutenant.
En 1952, Vinson, alors âgé de 21 ans, crée une petite entreprise de plasturgie, qui s'appelle plus tard Plastic Coatings, avec deux employés. L'entreprise, qui opère à partir d'une Cabane Nissen à Guildford, est l'une des premières à trouver les moyens techniques d'appliquer une fine couche de plastique sur le métal et à reconnaître le grand nombre d'applications que cela aurait. En 1969, lorsque la société est introduite à la Bourse de Londres, elle emploie plus de 1 000 employés dans cinq endroits différents, remportant le Queen's Award for Industry en 1971. Au moment de l'introduction en bourse, Vinson donne 10 pour cent des actions aux employés de l'entreprise avant de vendre sa propre participation dans l'entreprise à Imperial Brands, démissionnant de son poste de président exécutif un an plus tard .

## Carrière politique
Après une tentative infructueuse d'être sélectionné comme candidat parlementaire conservateur pour Aldershot en 1974, il aide d'autres personnes directement engagées dans la recherche à défier l'orthodoxie économique en vigueur. Présenté à Antony Fisher, le vieil etonien excentrique fondateur de l'Institute of Economic Affairs, Vinson donne de l'argent à l'Institut à une époque où ses finances sont précaires et sa survie incertaine. Vinson devient administrateur de l'IEA, président de ses administrateurs de 1989 à 1995 et vice-président à vie de l'IEA, devenant un ami proche et un allié de Ralph Harris, directeur général de l'Institut. Harris présente Vinson à Sir Keith Joseph qui a rompu avec l'engagement de son parti envers la voie médiane néo-keynésienne en faveur de politiques fondées sur le marché.
En 1974, Vinson rejoint Joseph et Margaret Thatcher comme cofondateur du Centre for Policy Studies qui, selon Thatcher, "était l'endroit où notre révolution conservatrice a commencé". Vinson, qui trouve les premiers locaux du Centre, souscrit le bail et emploie son personnel, est trésorier honoraire et contribue à la vie intellectuelle du think-tank. Vinson est le coauteur de la première publication du Centre, Why Britain Needs a Social Market Economy (1974). Selon le biographe de Vinson, il a peut-être eu une influence en persuadant Joseph de ne pas se présenter à la direction du parti conservateur parce que ce dernier n'est pas adapté au poste, préparant ainsi le terrain pour que Thatcher entre dans la course à la direction en 1975 . Lorsqu'il démissionne de son poste de trésorier du CPS en 1980, Thatcher reconnait dans une lettre personnelle de remerciements le rôle que Vinson a joué dans le changement d'orientation de la politique britannique .
Selon une étude sur le rôle joué par les groupes de réflexion conservateurs et néolibéraux dans le renversement des tendances politiques au cours des années 1970 et 1980, l'un des groupes politiques du CPS les plus influents sont son Personal Capital Foundation Group présidé par Vinson. Il produit trois propositions qui deviennent la politique du gouvernement : les pensions personnelles, les plans d'équité personnels (maintenant les ISA) et le régime d'allocations d'entreprise . Bien qu'il ait largement défendu les politiques pro-marché avancées par l'AIE et le CPS, Vinson soutient à plusieurs reprises que les taux d'intérêt élevés imposés comme pièce maîtresse de la politique de lutte contre l'inflation de Thatcher sont inutilement sévères, causant des difficultés graves et inutiles .

## Carrière dans les affaires
De 1980 à 1990, Vinson est président de la Commission de développement rural, période au cours de laquelle il lance une série de réformes visant à supprimer les restrictions et les contrôles sur les entreprises rurales. Celles-ci comprennent une modification des lois sur l'urbanisme qui permet de transformer des bâtiments agricoles excédentaires en ateliers conduisant à la création de milliers de petites entreprises rurales. Vinson pense que les réformes ralentissent et inversent finalement la dérive de la population des campagnes vers les villes .
Vinson est vice-président du Conseil des petites entreprises de la Confédération de l'industrie britannique de 1979 à 1984 et président de l'Industrial Participation Association de 1979 à 1989 . Vinson est vice-président d'Electra Investment Trust de 1990 à 1998. De 1976 à 1978, il est directeur honoraire du Queen's Silver Jubilee Appeal. Il est membre du Northumbrian National Parks and Countryside Committee entre 1977 et 1987, et membre de la Foundation for Science and Technology entre 1991 et 1996. Depuis 2003, il est administrateur du think tank Civitas . Il est membre du Conseil du design de 1973 à 1980. Il est le donateur fondateur de la Martin Mere Wildfowl Reserve en 1972 et donne un green de village à Holbourn, Northumberland, en 2006.

## Vie privée
Vinson est investi en tant que lieutenant de l'Ordre royal de Victoria (LVO) dans les honneurs du nouvel an de 1979. Le 7 février 1985, il est créé pair à vie sous le nom de baron Vinson, de Roddam Dene dans le comté de Northumberland. Il est membre du conseil de St George's House, au château de Windsor, de 1990 à 1996.
Vinson est marié à Yvonne Collin depuis 1972; ils ont trois filles et neuf petits-enfants.
Il participe régulièrement aux débats à la Chambre des lords et prend la parole lors des sessions de 2007 et 2014 en faveur de l'énergie nucléaire , contre ce qu'il considère comme la "folie des politiques" basées sur des solutions britanniques coûteuses de production d'énergie renouvelable, augmentant, selon lui, la précarité énergétique, tandis que le problème croissant de la population mondiale n'est toujours pas résolu.
Le 4 août 2012, Lord Vinson menace de faire défection à l'UKIP à moins que les conservateurs n'adoptent une position en faveur de la sortie de l'union Européenne . Le 4 juin 2013, il prend la parole et vote aux Lords contre le projet de loi sur le mariage de couples de même sexe.

## Philanthropie
Le Nigel Vinson Charitable Trust, que Vinson créé en 1970 avec un don initial représentant dix pour cent de sa fortune, a depuis donné plus de 10 millions de livres sterling à des projets éducatifs, humanitaires et environnementaux ainsi qu'à des chercheurs individuels et à des fondations de politique publique . Parmi les bénéficiaires, l'Université de Buckingham dévoile le Vinson Building de 8 millions de livres sterling abritant le Vinson Center for Economics and Entrepreneurship en 2018.